# Hjemmearbejde
Hjemmearbejde også kaldet distancearbejde, er en arbejdsform hvor en virksomheds ansatte har mulighed for at arbejde fra deres private bopæl over telefoni og/eller en opkobling på internettet og ved anvendelse af elektroniske hjælpemidler.
Samme arbejde kunne være udført på aktuelle virksomhed.
Beskæftigelsesministeriet har udsendt vejledning, som omhandler arbejdsmiljølovgivningens krav, når den ansatte arbejder hjemme. At-vejledning D.2.9, Oktober 2003 - Opdateret Oktober 2014.
Vejledningen administreres af Arbejdstilsynet.